# Kentaro Sato (compositor)
Kentaro Sato (Hamamatsu, 12 de maio de 1981) é um compositor e maestro japonês / americano. Ele é famoso por sua música sinfônica e coral, bem como música para Jogo Eletrônico.

## Música

### Commercial Música
- Video Game: Medal of Honor: European Assault (Orchestration) Electronic Arts
- Video Game: Tom Clancy's Ghost Recon Advanced Warfighter(Orchestration) Ubisoft
- Video Game: Tom Clancy's Ghost Recon Advanced Warfighter 2(Orchestration) Ubisoft
- Video Game: Avalon Code, Title Song "Deep Forest" (Arrangement) Matrix Software
- Video Game: Dissidia 012 Final Fantasy (Orchestration and Lyrics) Square Enix
- Video Game: Final Fantasy Type-0 (Additional Music Composition, Orchestration and Lyrics) Square Enix
- Video Game: Final Fantasy Agito (Additional Music Arrangement and Lyrics) Square Enix
- Audio CD Album: Wonderful World (Israel Kamakawiwo'ole album)|Wonderful World by Israel Kamakawiwoʻole|Israel "Iz" Kamakawiwoʻole  (Orchestration)

### Sinfônica de Música
- Symphonic Tale "Peter Pan"
  - 1.  The Boy Who Won’t Grow Up / The Peter Pan’s Fanfare
  - 2.  Wendy’s Kiss
  - 3.  Tinker Bell / Flying to the Neverland
  - 4.  Pirates of the Jolly Roger
  - 5.  The Lost Boys
  - 6.  Cinderella, Wendy's Story
  - 7.  The Mermaids' Lagoon
  - 8.  The Never Bird
  - 9.  Dance of the Native Warriors
  - 10. Memory of Mother
  - 11. Hook or Me, This Time!
  - 12. Return Home
- Wings of Dreams
- The Wind of Grassland
- Christmas Overture
- Redlands Overture
- Star Ocean Overture
- Freedom Overture
- A Gift from the Ocean
- Going Home with You
- The Great Voyages of Captain Little

### Música Coral
- Missa pro Pace (Mass for Peace) -SATB divisi, Latin-
  - 1. Kyrie
  - 2. Gloria
  - 3. Sanctus
  - 4. Agnus Dei
- Phoenix -SATB, Orchestra (Chamber Orch. ver/Piano ver/Organ ver), Latin-
  - 1. Locus Felix (The Happy Place)
  - 2. Avis Phoenix (Phoenix, the Bird)
  - 3. Mors et Resurrectio Phoenicis (Death and Resurrection of the Phoenix)
  - 4. Carmen Phoenici (Song to the Phoenix)
- Requiem Pacis (Requiem of Peace) -SATB, Soprano Solo, and Chamber Orchestra (Piano ver/Organ ver), Latin-
  - 1. Requiem Aeternam et Kyrie
  - 2. Sanctus
  - 3. Agnus Dei et Lux Aeterna
  - 4. Subvenite
  - 5. In Paradisum
- Te Deum -SATB, Organ or Piano, Percussions Latin-
  - 1. Te Deum Laudamus
  - 2. Te Gloriosus
  - 3. Tu Rex Gloriae
  - 4. Te Ergo Quaesmus
  - 5. Salvum Fac
- Veni Sancte Spiritus -SMA, Orchestra ver./Organ ver./Piano ver., Latin -
  - 1. Veni et Emite
  - 2. Consolator Optime
  - 3. O Lux Beatissima (This movement is a cappella)
  - 4. Da Tuis Fidelibus
- Missa Trinitas -SSA, divisi, Latin-
  - 1. Kyrie
  - 2. Gloria
  - 3. Sanctus
  - 4. Benedictus
  - 5. Agnus Dei
- Cantata Amoris (Cantata of Love) -SATB divisi, Latin-
  - 1. Sectamini Caritatem
  - 2. Diligamus Invicem
  - 3. Nihil Sum
  - 4. Deus Caritas Est
- Arbor Mundi (World Tree|世界樹) -TTBB and Piano, Latin-
  - 1. Expergisci (Awakening|目覚め)
  - 2. Strepitus Candidi (White Noises|白いざわめき)
  - 3. Hasta Fulminea (Spear of Lightning|光の槍)
  - 4. Carmen Imbris (Song of Rain|雨の歌)
  - 5. Sensus (A Sensation|思い)
  - 6. Carmen Arboris Mundi (World Tree Song|世界樹の歌)
- Fabulae Persei (Tales of Perseus|ペルセウス物語) -TTBB, Organ or Piano with optional Percussions and Narration, Latin-
  - 1. Perseus Iuvenis (The Young Perseus|若きペルセウス)
  - 2. Eius Die Natali (On His Birthday|誕生日に)
  - 3. Typhon (Typhon|テュポーン)
  - 4. Imprecatio (The Curse|呪い)
  - 5. Epistula Andromedae (Andromeda's Letter|アンドロメダの手紙)
  - 6. Arma Deorum (Arms from the Gods|神々の武具)
  - 7. Medusa (Medusa|メドゥーサ)
  - 8. Pegasus, Equus Ales (Pegasus, a Whinged Horse|天馬ペガサス)
  - 9. Proelium cum Typhone (Battle with Typhon|テュポーンとの戦い)
  - 10. Perseus Heros (The Hero Perseus|英雄ペルセウス)
- Laetentur Caeli (Let the Heavens be Glad) -SATB and String Orchestra (Piano ver./Organ ver.), Latin-
  - 1. Laetitia
  - 2. Misericordia
  - 3. Iustitia
- Three Love Song set -SATB divisi, English-
  - 1. Love in the Sky
  - 2. Love in Bloom
  - 3. Love on Fire
- In Laude Iesu -SATB, Latin-
  - 1. Ne Timeas, Maria
  - 2. Lux Fulgebit
  - 3. Ave Verum Corpus
  - 4. O Filii et Filiae
- Ireland, a little bit of Heaven -SATB, English-
  - 1. An Irish Lullaby
  - 2. Who Threw the Overalls in Mistress Murphy's Chowder
  - 3. The Kerry Dance
  - 4. Danny Boy
- Uta'ngoe-wa Kawarazu (Singing Unchanged|歌声は変わらず) -SATB, Piano, Japanese-
  - 1. Uta-nga Kikoeru (I Hear a Song|歌が聞こえる)
  - 2. Ano Koro (Those days|あの頃)
  - 3. Kyo-mo Dokokade(Somewhere　|今日もどこかで)
- Ako'ngare-to Tomoni (With Adoration|憧れと共に) -TTBB/SATB, Piano, Japanese-
  - 1. Uta-ni Ako'ngarete (Falling in Love with Singing|歌に憧れて)
  - 2. On'ngaku-ni Na'tte (Music Coming to Be|音楽になって)
  - 3. Ke'tsui(Determination|決意)
  - 4. Boku-nga Utau Wake(Why I Sing|僕が歌う理由<わけ>)
- Kisetsu-no Shiori (Bookmarks of Four Seasons|季節のしおり) -SATB divisi, Japanese-
  - 1. Haru-no Ashioto (Spring's Footsteps|春の足音)
  - 2. Natsu-no Enongu (Summer's Paints|夏の絵具)
  - 3. Aki-no Kangee(Autumn's Shadow Pictures|秋の影絵)
  - 4. Huyu-no Ibuki (Winter's Breath|冬の息吹)
- Umingame-no Uta (Sea Turtle Songs|ウミガメの唄) -SA&SATB Piano, Japanese-
  - 1. Shiroi Kibo(White Hopes|白い希望)
  - 2. Yozora-no Tsubuyaki (Whispers of the Night Sky|夜空のつぶやき)
  - 3. Tsukiyo-no Tabidachi(Departure in the Moonlit Night|月夜の旅立ち)
  - 4. Shiroi Kiseki (White Miracle|白い奇跡)
- Bungaku-e (To Literature|文学へ) -SMA, Piano, Japanese, Narration-
  - 1. Asa-no Hujidana (|朝の藤棚)
  - 2. Bozu (|ぼうず)
  - 3. Tabi-ni(|旅に)
  - 4. Kimi-ga Mita Sora (|君が見た空)
- Hajimariwa Itsumo　(Always Start Anew|はじまりは、いつも) -SA, Piano, Japanese-
  - 1. Sorano Staatorain (A Starting Line on the Sky|空のスタートライン)
  - 2. Mata, Ashita (Tomorrow Again|また、あした)
  - 3. Dekita! (I Did it!|できた！)
- Kokoro-no Umi-e　(An Ocean Within|こころの海へ) -SA, Piano, Japanese-
  - 1. Aozora-no Kujira (A Whale in the Blue Sky|青空のクジラ)
  - 2. Yumemiru Kurage (A Dreaming Jellyfish|夢見るクラゲ)
  - 3. Yuki-no Kaze-wo (Winds of Courage|勇気の風を)
- Boku-no Kioku-no Dokokani (Somewhere in My Memory|僕の記憶のどこかに) -SATB/SA/SAB and Piano, Japanese-
  - Haru-no Ogawa (A Spring's Stream|春の小川)
  - Ware-wa Uminoko (A Child of the Ocean|われは海の子)
  - Mushi-no Koe (Bugs' Chorus in Autumn|虫の声)
  - Yuki-no Omoide (Memory of Snow|雪の思い出)
- Yozora-no Kioku-no Dokokani (|夜空の記憶のどこかに) -SA and Piano, Japanese-
  - Hoshi-wa Nani-wo (|星は何を)
  - Tanabata-no Omoi (|七夕の想い)
  - Hanabi-to Tsuki-to (|花火と月と)
  - Oborozukiyo-no Namida (|朧月夜の涙)
- Ave Maria in C -SATB divisi, Latin-
- Ave Maria in F -SSA and Piano, Latin-
- Ave Regina Caerolum -SSA and Piano, Latin-
- Ave Maris Stella -SATB divisi, Latin-
- Carmen Laetitiae (Song of Joy)　-SSA, divisi, Latin-
- O Sacrum Convivium　-SATB, Latin-
- Nascatur Pax (Let Peace be Born) -SATB, divisi, Latin-
- Ortus Carminis (Arising of Song) -SATB, optional Piano, Latin-
- How Do I Love You? -SATB divisi, English-
- 'Tween Dusk and Dreams -SATB divisi, English-
- Newborn Joy (Angels We Have Heard on High) -SATB and Piano, English-
- Sweet Days -SATB　or TTBB English-
- Little Star of Bethlehem -SATB, English-
- Then Christmas Comes -TB divisi, English-
- Whispered Secrets -SATB and Piano, English-
- Innocence -SATB and Piano, English-
- Fanfare for Tomorrow -SATB, Brass and Percussion, English-
- Love's Philosophy -SATB and Piano, English-
- Prends Cette Rose (Receive This Rose) -SATB and Piano, French-
- Wakaba-no Omoi (|若葉の想い)-SATB/SMA, Japanese-
- Omoide-wo Hiraite (Opening Our Memories|思い出をひらいて)-SA&SATB Piano, Japanese-
- Kasanaru Koe-ni (|かさなる声に)-SATB/SMA/TBB, a cappella or Piano, Japanese-
- Chorus! (Korasu!|コーラス！)-SATB divisi, Japanese-
- Ima (This Moment|いま) -SAB and Piano, Japanese-
- Engao-no Maho (Magic of Smile|笑顔の魔法) -SATB with Optional Piano, Japanese-
- Tsunangari (Connection|つながり) -SA, SSAA, TTBB, SAB and/or SATB with Optional Piano, Japanese-
- Mae-e (Forward|前へ) -SA, SSAA, TTBB, SAB and/or SATB with Optional Piano, Japanese-
- Forever Forward -SATB with Optional Piano, Japanese-
- Teppen-eno Michi (The Road|天辺への道|) -SATB, a cappella, Japanese-
- Saijyo Sakezukuri-uta Imayo (|西条酒造り歌今様|) -SATB, a cappella or Piano, Japanese-
- O Christmas Tree -TTBB, English-
- Silent Noon -SATB and Piano, English- Music by R. Vaughn-Williams, Cho.Arr. by Kentaro Sato
- Nbaba Rabusongu (Nbaba Love Song|んばば・ラブソング) -SA and Piano, Japanese) Cho.Arr. by Kentaro Sato
- Tenohira-wo Taiyo-ni (手のひらを太陽に) -SA and Piano, Japanese) Cho.Arr. by Kentaro Sato
- Anpanman-no March (アンパンマンのマーチ) -SA and Piano, Japanese) Cho.Arr. by Kentaro Sato

## Discografia
- "Maria Mater" performed by Vocalia Taldea (NB Musica): 2010
- "Kantika Sakra" performed by Kantika Korala (NB Musica): 2010
- "Film Design Box 4, Symphonic Tale of Peter Pan" performed by FILMharmonic Orchestra (produced by Fontana Music Library): 2008
- "Then Christmas Comes" performed by Brethren (produced by Brethren Group): 2007
- "Truth" from the 5th single CD "Changin'" by Stephanie.

## Link
- Official site